# 杉妻 (福島市)
杉妻（すぎのめ）は、福島県福島市の旧信夫郡杉妻村の一部範囲を指す地域名である。

## 概要
福島市役所杉妻支所管轄の黒岩・郷野目・太平寺・鳥谷野・伏拝の計5地区を指す。福島市都心部から阿武隈川を挟んだ城南エリア一帯の地域であり、複数のバイパス道路が整備され、主に工場や郊外商業地として発展した地域である。特に旧国道4号（市道南町浅川線）沿いを中心に自動車ディーラーが密集する地域でもある。
杉妻地域内の各5地区は、黒岩村・郷野目村・太平寺村・鳥谷野村・伏拝村の流れをくんでいる。隣接する蓬莱支所所管の2村（清水町村・田沢村）を含む計7村で合併を実施、杉妻村が設立した。杉妻村のうち、伏拝台の坂下に位置する黒岩・郷野目・太平寺・鳥谷野・伏拝は杉妻支所所管へ、伏拝台の坂上に位置する地域は蓬莱支所所管へ2つに分断され、現在に至る。
福島市に合併後、主に杉妻地域北中部と隣接する方木田では、工業用地や郊外商業地化を進めるため区画整理が実施された。その際に旧村境で分けていた地名を、区画ブロックや河川水路ごとに地名が分かれるようになり、新しい字名も複数か所で生まれた。そのため一目で旧村境を見分けることが困難になっている。
杉妻地域の北端に接している現在の南町は、郷野目と方木田（吉井田地域）の一部で住居表示を行った地名である。しかし南町は杉妻地域（郷野目）でも吉井田地域（方木田）でもなく、市の本庁所管にあたる中央地域に属している。

## 歴史
福島城下南方の外れに位置する奥州街道沿いの村々として繁栄していった。

## 地域
杉妻地域内の地名
- 黒岩

- 郷野目

- 太平寺

- 鳥谷野

- 伏拝

## 交通
- 国道4号福島南バイパス
  - 弁天橋（阿武隈川）
- 国道115号福島西バイパス
  - 方木田跨線橋（JR東北本線）
- 福島県道148号水原福島線・福島市道南町浅川線（旧国道4号）
  - 荒川橋（大森川（旧荒川））
- 福島県道362号南福島停車場線・都市計画道路小倉寺大森線
  - 蓬莱橋（阿武隈川）
- JR東北本線南福島駅（厳密には隣の信夫地区に属する永井川にあるが、駅施設北隣りの市道が地区同士の境目となっており、当駅を由来とする通称「南福島・みなふく」と呼ばれる地域の大部分は杉妻地区に属する。）

## 施設
- 福島市立杉妻小学校
- 福島県青少年会館
- 福島市杉妻学習センター
- 国土交通省福島河川国道事務所
  - 福島国道維持出張所
- 福島県県北建設事務所黒岩分室（除雪基地）
- 日東紡績福島第1工場
- ヤクルト本社福島工場
- 福島トヨタ 本社・福島店
  - フォルクスワーゲン福島南
- トヨタカローラ福島 福島店
- ネッツトヨタ福島 福島南バイパス店
- ネッツトヨタノヴェルふくしま ふくしま黒岩店
- 福島トヨペット ふくしま太平寺店
- トヨタL&F福島 福島営業所
- 日産サティオ福島販売 本社・福島店
- 福島日産自動車 太平寺店
- ホンダカーズ福島 福島太平寺店
- 福島マツダ 太平寺店
- 東日本三菱自動車販売 福島鳥谷野店
- 福島スバル自動車 福島店
- いすゞ自動車東北 福島支店
- 福島日野自動車 福島支店